# Caccodes granicollis
Caccodes granicollis is een keversoort uit de familie soldaatjes (Cantharidae). De wetenschappelijke naam van de soort werd in 1951 gepubliceerd door Kenneth Fender.